# ROCKETMAN SHOW
ROCKETMAN SHOW（ロケットマン・ショー）は、2006年4月1日から2014年9月27日までJ-WAVEで放送されていたラジオ番組。ナビゲーターはROCKETMAN（ロケットマン）。略称は「ロケショー」。放送開始当初の番組名表記には「ROCKETMAN SHOW!!」と末尾に「!!」が加えられていた。
最終的なJ-WAVEでの放送枠は、毎週土曜日の25:00 - 29:00。
本項目では、番組終了後の2022年から2023年までSpotifyで配信されていた『ロケショーplus』および2024年からFMヨコハマで放送されている『キイテル ロケットマンショー』についても記述する。

## 概要
2006年4月1日に放送開始された、ROCKETMANことふかわりょうの（事実上の）冠番組である。
2007年10月と2008年10月の2度の放送時間枠変更を経て、2010年1月からは放送終了まで放送時間枠は4時間の長丁場となった。
番組は毎回異なる内容が設定される「メールテーマ」や「レギュラーコーナー」へのリスナー投稿の紹介と、毎回異なる選曲テーマに基づく「音楽」で構成されている。
番組のコーナーはネタ的要素が高いものが多いが、ニュースに対しての雑感を述べるコーナーなどそのような毛色を極力廃したコーナーもある。
2009年3月22日まではインターネットラジオ「Brandnew J」でサイマル放送が行われていた。
2014年9月7日の放送で番組の予算削減を理由に9月27日での番組終了が発表され、最終回は六本木ヒルズ内の公開スタジオである、J-WAVEけやき坂スタジオから公開生放送が行われた。
後継番組『life is music』はふかわ単独出演の収録番組として、本番組終了後の2014年10月から1年間放送された。

## 番組の進行
後述のオープニングコントを流した後、コント終了と同時にスタジオに切り替わり、番組ナビゲーターのROCKETMAN（ロケットマン）と放送作家の平松政俊が登場。コントの感想を交えつつトークが始まる。ロケットマンが投稿を選択して紹介して感想などを述べ、平松がそれに相槌を打つ形でトークが発展し、進行していく。ロケットマンが選出した面白い投稿や感心した投稿などにはノベルティの番組特製ステッカーがプレゼントされる。
レギュラーコーナーとは別に、各回毎に「メールテーマ」が設定・募集され、投稿は全てロケットマンが目を通している。
メールテーマは基本的に各放送の最後に次回の内容が紹介され、多くの場合「日本全国○○選手権」や「ロケショープレゼンツ ○○ナイト」として、リスナーの意見や好みなどを募集するテーマが定番となっているが、「戦争を止める方法」などといった真面目なテーマを取り上げることもある。深夜番組ではあるが、ロケットマンが苦手という理由で下ネタは「AVを借りた」程度のソフトなネタでないと読まれることはない。また、番組側で各回のメールテーマや放送時期などに因んだ選曲テーマに基いた選曲を行っており、曲のリクエストは受け付けていない。
番組のエンディングの流れは2009年頃までロケットマンが「また来週お会いしましょう、さようなら、素敵な週末を」と言っていたが2010年頃からはロケットマンが「また来週お会いしましょう、さようなら」平松が「電波って拾うものなんですね」ロケットマンが「素敵な日曜日を」平松が「歯磨けよ」ロケットマンが「自分に嘘付くなよ」と言って締めるのが通例。ROCKETMAN SHOWの最終回はふかわが前述の言葉の後「ROCKETMAN SHOW、スタートです」と言った。

## 出演
ROCKETMAN（ロケットマン）
番組ナビゲーター。通称「ロケ兄」（ろけにい）。本番組には音楽活動時に用いる「ROCKETMAN」名義で出演しており、放送中に「ふかわりょう」を名乗ることはほとんどなかった。
本番組でははっきりと物事を言う姿勢が見られ、お笑い芸人・ふかわりょうとしてのイメージからは想像出来ないような真面目な発言もする。
安井順平
コーナー出演（詳細はオープニングコントを参照）。
事前収録部分のみの出演であり、スタジオ出演はしていない（後述）。
平松政俊
放送作家兼ロケットマンの相槌役。坊主頭。通称「shiritoshi（シリトシ）」「shiri兄（しりにい）」「おじいちゃん」「カチャコ」。
声量はやや控えめで基本的には相槌に徹している。ロケットマンとは概ね意見がすれ違い、噛み合わない。あまり話を聞いていないことをロケットマンから指摘されることが多く、以前には「トークの消火器」とまで言われた。普段あまりロケットマンの会話に興味がなさげでいい加減な相槌を打ってばかりいるが、日によっては稀にロケットマンも驚くほど的確な発言を繰り返すことがあり、ロケットマンにより「的確ナイト」と言われることがある。また、平松が腰痛で番組を欠席した際にロケットマンは「彼の相槌がどれほど偉大なことか」と評している。2009年8月22日放送のヒトコトリミックスでは、普段はロケットマンが行っているリスナーからの投稿を選別する作業を担当し、番組内ではネタを読み上げた。
植松俊介（シャカ）
コーナー出演（詳細はMidnight Reportを参照）。通称「植松奉行」「奉行」。
普段の放送でスタジオに登場することはないが、2008年7月26日の放送では、腰痛で休暇の平松に代わってスタジオに登場した。

## スタッフ
富田＆大澤
第三代：赤ペンガール。「タカシオーディション」にて数多くの候補者より選抜。「だれとく姉妹」として活躍するが、2013年9月に大澤がスタッフを卒業するため解散。
山本
ディレクター。ロケットマンからは「山本刑事（デカ）」と呼ばれているが、本人は不満な様子。
米田
ディレクター。「ダミープロデューサー」や「米田製菓」、「米田坊や」と呼ばれ、お菓子の買出し担当としていつも歌舞伎揚げを買ってくる。金曜放送時は別番組の担当のため途中で退席することがあった。ロケットマン曰く「可哀想になってくる字の下手さ」で、瀬尾が体調不良で休んだ際にステッカーの発送を担当したが、字が雑だとリスナーから苦情が来たほど。後述の「カウントダウン坊や」の声は米田が担当している。
朝倉
プロデューサー。通称「リアルプロデューサー」。2009年4月19日放送の「間違い探し 感じ10」で初めてその名前が公にされた。間違いの一つとして後述のソーソーボイスをサンプリングしたが、そのクオリティーはかなり高く、ロケットマンのソーソーボイスとの判別は難しい。
他の番組の現場では本番組の現場とはテンションが全く違うらしく、ロケットマンはガラス越しに明らかに「ダンカンばかやろ!」をやっている当人を目撃したらしい。
田中
ミキサー。
土居
斎藤に代わるロケットマンのマネージャー。
渡辺
放送作家。スタジオ観覧のリスナーが持ってきた笹かまぼこを誰よりも先に食べてしまったことから、ロケットマンから「笹かま野郎」と呼ばれている。2011年春ごろ、平松が連れてきた形で加わる。オープニングコーナーをサッキーナやカガヤンと共に担当したり、放送中にロケットマンから振られて回答する(読み上げはロケットマン)ことも多い。最近は「ROCKETMAN マジで 5 minutes」のニュースネタも選んでいる。
加賀谷
アシスタントディレクター。通称「カガヤン」「あの野郎」。2013年6月9日放送分から正式参加。「街の声」のインタビュアーでもある。「サッキーナオーディション」にて数多くの候補者より選抜。佐々木の後任。尚、今はJ-WAVEの人気番組「GROOVE LINE Z」のADを勤めている。

### 過去のスタッフ
瀬尾
元第二放送作家。本番中はロケットマンの名言をメモする役割だが聞いてない事が多くロケットマンはよく愚痴っていた。プレゼントの発送や、番組のブログを担当していた。プレゼントの発送がアマゾン並みに早いということで「セオゾン」とも呼ばれていた。Sunset Cafeのコーナーの冒頭と終了のナレーションは瀬尾の声である。2008年9月27日放送を以って卒業。
斎藤
ロケットマンの元マネージャー。いつもぬるいお湯しか出ないJ-WAVEのポットのお湯で、カップラーメンを作って食べていた。帰郷のため、2009年4月26日放送をもって卒業。卒業時にはロケットマンから熱々のカップラーメンがプレゼントされた。
佐々木
アシスタントディレクター。通称「サッキーナ」「サッシャ」。「街の声」のインタビュアーでもある。ロケットマンが驚くほど真面目。ロケットマン曰く「初めて見た人でも『意外とデカい』と思わせる人物」。瀬尾の卒業後に番組のブログを担当していたが、リスナーからの評判は悪かったらしい。2013年6月2日放送「萎え萎え王子の今夜も萎えTIME！！」にて卒業。
高塩
アシスタントディレクター兼サブ放送作家。通称「タカシオ」「タカセルシオール」「タカ&シオ」。普段は看護師として働いている番組唯一の女性スタッフ。後述の瀬尾が番組を卒業後にスタッフ入りし、2009年からは番組ブログを担当している。イベントに参加したリスナーの投稿によると美人であるらしく、番組中に告白するリスナーまで現れた。
番組ブログにリスナーからの疑問や相談に答える「ロケショー保健だより」というコーナーを持っており、ブログでは番組内のコーナーと一緒に募集告知を出していた。2012年結婚、2013年産休に入り、2013年6月9日放送にて育児の為番組を離れる事を宣言。
菊池
アシスタントディレクター。通称「キックーチ」。前述の佐々木よりも大柄な庶務雑務担当。2010年10月よりスタッフに加わった。

## 番組終了時のレギュラーコーナー

### オープニングコント
番組冒頭で放送されるロケットマンと安井順平または番組スタッフによる小芝居に近いコント。原則として、事前に収録しておいたものを放送する。なお、安井はこのコーナーのみの出演である。
時折、「街頭インタビュー」や「街の声」によってコーナーが置き換えられることがある。「街頭インタビュー」の場合はほとんどが困惑気味に「知らない」「わからない」等の回答を得たのちに訳もわからないまま番組のタイトルコールをさせられる、という形式が定番となっており、これが番組開始早々にロケットマンのテンションを下げる。番組に関係する内容の場合は逆に、そのことで世間は持ちきりであるかのように無理やりコメントさせることもある。
番組改編期には、オープニングコントの代わりに「蛍の光」をBGMにロケットマンがさも今回が最終回であるかのような発言をした後、「蛍の光」を止め、番組が改編を乗り切ったことや派生イベントなどの告知を行う「偽最終回告知」を放送することがあり、2010年10月9日に放送された「偽最終回告知」の中で「オープニングコント」のCD化が発表された。2014年9月7日の放送は本当の最終回を告知した。

### 街の声
その週のメールテーマについての街頭インタビューを事前に収録して放送する。その内容や口調や言葉使い、ラジオネームなどにロケットマンが感想やツッコミを入れる。ロケットマンの声がインタビューの声にかぶっていることが多い。

### Midnight Report
金曜移転時（2007年10月5日）からのコーナー。通称「MNR」。
シャカの植松俊介が携帯電話から生中継で「東京の今を伝える」はずだったコーナー。番組中、何度かに分けて定期的に中継を入れる。当初は実際に街頭で一般人にレポートをしていたが、植松が一人で夜中に携帯電話で話しながら訳の分からない質問する、というスタイルに難があったのか長くは続かなかった。現在はその日のメールテーマや「国境を越えたギャグ」という横文字まじりのギャグを勘定奉行のCM風に読み上げ、番組内では「ぶぎょる」と言われるスタイルを確立しているが、初めて番組を視聴するリスナーには何をしているコーナーなのか非常に分かりづらい。最近ではリスナーから植松への事実無根な質問などが寄せられたり、コーナー中にロケットマンが植松に対してダメ出しを行ったりするなど、「東京の今」を伝えることは既に忘れ去られている。時には周囲に人がいるにも拘わらず1人で大声を出すレポートもあり、ロケットマンから「何かあったら、あくまでもプライベートということで処理してください。」と言われることが定番となっている。
レポート場所は事前の番組打ち合わせでロケットマンが地図にフリスクを転がすことで決定されていたが、植松の自宅付近の神社を経て、現在は都内の公園でロケットマンのむちゃぶりに答える形態が多い。神社で行っていた際は当地にカラスが多いらしく、背後でカラスの鳴いている声が聞こえていた。コーナーの終わりでは植松の声が意図的にフェードアウトされる。

### ROCKETMAN 5 minutes
その週に世間で話題になったニュースをいくつか取り上げ、それについてロケットマンの視点から見解や意見をコメントするコーナー。ニュースを伝えることが目的ではないので出来事の詳細については語られず、その出来事が周知であることを前提にコメントされる。基本的に笑いの要素はなく、真面目に語ることが多い。
「5 minutes」という名ではあるものの、第1期土曜時代の名残で約10分間の尺となっている。コーナータイトルに「マジで」を付け加え、「ROCKETMAN マジで 5 minutes」として放送することもあり、その場合はタイトルの通り、5分程度の尺となっている。
コーナー終了時に後述の「カウントダウン坊や」が登場してカウントダウンを始め、ロケットマンが抓って追い払うこともあった。

### ヒトコトリミックス
BGM『小心者克服講座』に乗せて、リスナーから募集した「言われたらダメージを受ける一言ネタ」を読み上げる。ロケットマン曰く「番組の核」となるコーナー。基本的には「あるあるネタ」でネタ自体には特別な決まりも制約もないと思われるが、極力少ない言葉で微妙なニュアンスが伝わるものが良いようである。
最近では「あるあるネタ」というよりも、逆に想像すると笑えるような「あり得ないシチュエーション」が多くなってきている。
過去には毎回MVPを決めていたが現在では決めていない。また、過去には勝ち抜き戦で「ヒトコト甲子園」が開催された。

### フニオチ太郎の今夜もフニオチ
2009年1月17日に開始されたコーナー。2008年11月16日に放送されたメールテーマ「ロケショープレゼンツ 腑に落ちナイト2008」がコーナーに昇格したものである。萎え萎え王子に代わるコーナー。リスナーの「何か腑に落ちないこと」を募集する。かつては読み上げられた後に秀島史香やピストン西沢やaiko、GACKTなどのフニオチボイスが流れていた。『フニオチ手帳』のタイトルで書籍化されている。BGMはSonny J「Can't Stop Moving」
このコーナーの派生イベントとして、2009年2月28日には品川区立総合区民会館小ホールにて第1回フニオチコンテストが開催された。2009年8月30日に北沢タウンホールにて、第2回フニオチコンテストが開催され、2009年12月27日に第3回フニオチコンテストが、2010年4月4日に第4回フニオチコンテストが品川区立総合区民会館大ホールで開催された。2010年12月25日には第5回フニオチコンテストの開催が予定されている。
また、2009年5月10日に二子玉川・二子新地・多摩川河川敷で「フニオチバーベキュー（FBBQ）」が開催された。「フニオチ」とは言うもののコーナーの主旨との関連性は特になく、どちらかと言えば「かぶっちゃダメよゲーム」に近い。バーベキューに必要なものは全て参加したリスナー各自が事前の打ち合わせなしで1人1品ずつ持ち寄って行われたため、何かが不足することによってバーベキューが成立しない可能性もあったが無事に成立した。母なる自然に感謝するとして毎年5月の第2日曜日（母の日）にFBBQを開催する予定とされ、2010年5月9日に第2回FBBQが開催された。2010年10月17日には「フニオチ鍋パーティー」が開催された。ルールはFBBQと概ね同じで、鍋パーティーに必要なものを参加者各自が事前の打ち合わせなしで1人1品ずつ持ち寄るが、今回は鍋とコンロを番組側が用意した。余談だが、日程は鍋を借り受ける先のレンタル業者の都合を考慮して決めたという。なお、「フニオチ鍋パーティー」からは「必要なもの1品」とは別に、食器と箸は全参加者が持参することになった。

### 現代用語でことわざ辞典
古いことわざを現代の言葉を用いてアレンジするコーナー。かつて2006年7月30日より毎週特定のお題を決めてネタを募集していたが、一時休止されていた。2008年1月17日よりお題を特に決めない形式にリニューアルして復活。「鬼に金棒」をアレンジした「ガッキーにポッキー」や「豊に相棒」、「武士は喰わねど高楊枝」をアレンジした「ホストクビでもアルマーニ」など、テンポがよくオリジナルの韻を踏んだものなどが評価が高い。
2009年8月9日の放送では「武士は喰わねど高楊枝」をピックアップした特別企画「日本全国 武士は喰わねど高楊枝 選手権」を開催した。
尺合わせ的なコーナーでもあり、特別企画などがあると休止されることが多い。

### ジャパニーズスタンダード
日本ならではのあるあるネタの投稿を紹介する。通称「ジャパスタ」。わかり難いのか難易度が高いのか、コーナーの趣旨に反して何でもありの投稿が相次ぎ、無法地帯と化していた。2007年1月14日開始。2009年1月10日で一旦終了。
『ジャパニーズ・スタンダード 試験にでない大切なこと』のタイトルで書籍化されている。
2009年8月16日の放送で「帰ってきたジャパニーズスタンダードスペシャル」と称して一夜限りのスペシャル企画として復活し、その際に余りに多くの投稿が寄せられたため、現在も通常のコーナーとしてネタの募集が行われている（番組ブログ参照）。

### イメージ萎え萎え
現実にはありえないが想像すると萎えることをリスナーから募る。最近は特定の芸能人・著名人を弄るネタが多く採用されており、有名人弄りのコーナーと化している。当初は「萎え萎え王子の今夜は萎えTIME」の一部として放送されたが、現在は単独のコーナーとして放送されている。2011年現在、反対に芸能人・著名人で萌えるネタを投稿する『イメージ萌え萌え』のコーナーもでき、毎週交互にやっている。

### 4時に起こして
当初は「3時に起こして」で、放送時間帯の変更に伴い、2008年10月5日の放送から現在のコーナー名に変更された。通称「よじおこ」。
午前4時に起こして欲しいリスナーを募集して電話でモーニングコールを行い、起こして欲しい理由などを聞く。毎回2〜4名ほどに電話し、起きることができたリスナーにはステッカーが贈られる。特に誕生日のリスナーが選ばれることが多く、その際にはバースデーステッカーが贈られる。礼儀に欠けるリスナーや馴れ馴れしいリスナーには、ロケットマンが「友達じゃないからね」と釘を刺すことが度々ある。
このコーナーの拡大版として、番組内の任意の時間で起こして欲しい時間を募集する「起こして祭り」が不定期にオンエアされている。

### Sunset Cafe
金曜移転時からのコーナー。ちょっとネガティブなマスター・ロケットマンの気まぐれでオープンする小さなカフェという設定で、BGM:Jakatta「The Other World」をかけた後、瀬尾のナレーションでBGM:
レモン・ジェリー「Closer」（波の効果音がついている）がかかり番組の雰囲気を変え、その日の選曲テーマにとらわれずロケットマンが掛けたい曲を自由にかけるコーナー（自由としながらも、サイマル放送を行っていた頃には、権利関係によって輸入盤を放送できないという厳しい制限があった）。メールテーマと関係のない投稿の紹介やマスターへの質問・雑談・相談など、ノンジャンルかつ番組本編とは趣向を変えたコーナーである。番組にゲストを招く場合にはゲストコーナーとしての役割も担っており、その際は「ゲストが来店する」という体裁を取った上でゲスト登場部分のみ録音放送されることが多い。
番組前半のレギュラーコーナーは笑いが主体だが、このコーナーではロケットマンが自身の社会観や人生観などを真剣に語ることが多くなっている。ロケットマンはコーナー終了時に「素敵な日曜日を」（金曜放送時は「素敵な週末を」）と言って締めていたが、最近はコーナーのエンディングではなく番組のエンディングで「素敵な日曜日を」と言っている。
なお、番組のスタジオがある六本木ヒルズ森タワーの52階・東京シティビュー展望台に同名のカフェが実在するが、単なる偶然で本番組との関連は全くない。

### 命名お兄さん
「名前の無いものに名前をつける」コーナー。主に様々なシチュエーションを比喩し、それに名称を付ける。

### トシ・シリトシのおしゃれ泥棒
番組の終了直前の数分間のコーナー。特にコーナーのタイトルコールもなく唐突に始まる。平松をからかうためだけのコーナーであり、平松への質問や意見などのメールが読まれる。そのほとんどが創作的で根拠のない事実無根の質問や、妻との仲に関する質問ばかりで、平松は回答に窮する。やったりやらなかったり、うっかり忘れてしまったりと、安定しない。2009年6月28日開始。

### 歯磨けよ!
エンディングで平松が『ドリフのビバノン音頭』の節に合わせて色々な掛け声を入れる。

## 終了したコーナー

### ヒラマツ氏への挑戦状
リスナーに電話をかけ、平松とクイズで対戦してもらうコーナー。

### ロケットマン税務ショー
課税すべきと思われる行動や人物などを募集するコーナー。

### ロケットガール・オーディション
女性リスナーに電話し、一曲歌ってもらうコーナー。

### セオノート
2007年10月19日開始。番組を振り返り、瀬尾がその日の放送からいくつかの発言をピックアップ。ロケットマンが読み上げて紹介し、特に良かったものを最後にまとめる。ピックアップする発言は少しズレている。

### 留学生さん、いらっしゃい
在日中の留学生に電話を繋いて、日本について質問する。母国へ帰国した後も「Brandnew J」のサイマル放送で番組を聴いてもらうようにお願いする。金曜移転時からのコーナー。

### こちら!ロケットマン情報局
通称「こちロケ」。ロケットマンが気になったことを番組中に調べるコーナー。例えば「日本人の舌打ちの起源」や、「来日したビヨンセがライブのない4月13日は何をしているか?」など、実際に調べられる内容から勝手な憶測まで、様々なテーマが設けられた。
一時期セミレギュラーコーナーだったが、上記の留学生が見つからない週が多くなり放送頻度が上がった。

### ゲストコーナー
知人のタレントや、著名人を招くコーナー。コーナーの最後で「あなたにとって音楽とは?」というお題で色紙を書いてもらうのが定番となっていた。以前は不定期にゲストが来ることがあったため、その都度コーナーとして設けられていたが、現在ではSunset Cafeがゲストコーナーも兼ねているため、ゲストを招く際に敢えてゲストコーナーを設けることはなくなっている。

### カミカミ王子の今夜は噛まNIGHT by 平松
2007年6月17日から11月17日まで放送。平松の簡単なラップ調の振り「ワーン、ツー、ワンツースリー、噛まなーい」に続いて、リスナーから送られてきた早口言葉にロケットマンが挑戦する。

### 萎え萎え王子の今夜は萎えTIME
2007年11月24日から2009年1月10日まで放送。2007年11月10日に放送されたメールテーマ「日本全国 萎え萎え 選手権」をコーナーに昇格させたものである。カミカミ王子に代わるコーナー。萎えることが大好物な萎え萎え王子の為に萎えることを投稿する。「イメージ萎え萎え」、現実にあること、起こったことなどを募った「リアル萎え萎え」、萎えることをリズムに乗せて川柳にした「萎え萎え川柳」（当初は「リズムで萎え萎え」と称していた）の3種類があり、後に「イメージ萎え萎え」は単独コーナー化された。

### 445
ロケットマンが忘れているであろうことを、4時45分頃にこっそり教えるコーナー。

## 定番企画

### かぶっちゃダメよゲーム
0から100までの数字を1つだけ投稿して、他の投稿者や「阻止ーズ」と数字がかぶらなければ、景品をもらえるコーナー。101個という数と、放送時間帯から予想される投稿者の数、かぶる確率などが絶妙で、現在のところ、全ての回においてかぶらない数字が必ず残り、その数も現在では3個前後とかなり際どい。誰も指定しない数字が出ることも少なく、101個の全ての数字がかぶってしまう可能性や、逆にかぶらない数字が残りすぎてしまう可能性も考慮すると、非常に秀逸な企画となっている。当初は特別企画として、メールテーマとは別にサブテーマ的に行われていたが、第3回からはメールテーマとなり、その回のメインの企画として行われるようになった。2回かぶらなければスタジオへ招待され観覧ができる。3回かぶらなければ平松の席に座ることができる。

なお、2008年5月18日の放送ではスピンオフ企画として「抜き打ち都道府県でかぶっちゃだめよゲーム!」が行われたが、47都道府県全てがかぶってしまった。

### 間違い探し 感じ10
ロケットマンがサンダルを履いている日を当てる「サンダルは電波にのるか?」の実験から生まれた企画。2008年1年間を通して行われた実験で、2008年12月21日についにロケットマンがサンダルを履いて放送を行ったところ、これを当てたリスナーがいた上、意表をついて次回12月28日の放送にもサンダルを履いたところ、見事にこれを当てたリスナーがいたため「サンダルを履いていることが電波を通して伝わった」と無理やり断定し、これを元に始まったテーマ。
スタジオの様子やスタッフの服装、放送の内容などで、普段と異なる部分を当てる。時折ヒントは与えられるが、スタジオに兵藤ゆきや由紀さおりのポスターが張ってあるなど、ラジオでは分かりえない内容が多い。

### 伝聞ナイト
「人は聞いた話だけで満足できるのか?」「番組は聞いた話だけで成立するのか?」をテーマに、嘘・本当・噂・都市伝説などを問わず、人から聞いたことがあるだけの内容を募集するコーナー。『ディズニーランドで掃除をしている人に「何をしているんですか?」と尋ねると、「星屑を拾っているんです。」と答えるらしい』『某製薬会社の飲み会の挨拶は「乾杯」ではなく「ファイトォ イッパァツ!」らしい』など、その真偽は問わないが、捏造は禁止。

### 起こして祭り
レギュラーコーナー「4時に起こして」の特別企画。第1回はメールテーマとは別で募集されたが、第2回からはメールテーマとして募集された。

### ボツネタ供養祭
過去にボツになり、読まれることのなかった投稿を選別して紹介し、読まれたネタはシュレッダーにかけることで供養する。
始めは「ヒトコトリミックス」のボツネタのみ行われていたが、後に全レギュラーコーナーのボツネタが供養されるようになった。

## テーマ曲
オープニング曲
ROCKETMAN『ロケットマンのテーマ』
エンディング曲
ROCKETMAN『I wanna feel your love&voice 〜声をきかせて〜』

## 放送局と日時
J-WAVEとコミュニティFMでは基本的に生放送であるが、稀に収録放送することもある。茨城放送では録音放送であった。
J-WAVE
- 土曜 26:00 - 28:00（2006年4月2日 - 2007年9月30日）
- 金曜 24:30 - 28:00（2007年10月6日 - 2008年9月27日）
- 土曜 26:00 - 29:00（2008年10月5日 - 2009年12月26日）
- 土曜 25:00 - 29:00（2010年1月2日 - 番組終了時）

コミュニティFM
J-WAVEの放送を再送信しているコミュニティFM局の一部でも放送されている。ただし局によっては編成の都合上途中で打ち切ることもある
茨城放送
2009年4月から2011年10月2日までナイターイン編成時は翌週日曜日、ナイターオフ編成時は翌週土曜日の19:00 - 22:00に放送されていた。
(2010年より短縮放送。特別番組等により更に短縮・休止の場合あり)
Brandnew J
2007年10月6日から2009年3月22日までの間、インターネットラジオ「Brandnew J」でサイマル放送が行われ、世界中で聴くことができた。

## 頻出用語
番組では、独特な言い回しや知らなければ何のことか理解できない用語がいくつか存在する。それぞれは厳密に決められている言葉ではないが、番組内の思いつきで使用されたり、公式ブログ内などで使用されている。完全に定着しているものもあるが、一時的に定着したがほとんど使われなくなったものも多い。
セオラー
ステッカーを持っているリスナーの通称。ステッカーの発送を第二作家の瀬尾が担当していたことが由来。
瀬尾が番組を卒業したため、現在セオラーという言葉は使われなくなっている。
タオラー
「ヒトコトリミックス」で優秀作に選出され、特製タオルを勝ち得たリスナーの称号。選手権でMVPをとったリスナーにも配られる時がある。後述のブルータオラーと区別するために、「ホワイトタオラー」とも言われる。また、条件は明確には決まっていないが、ホワイトタオラーよりワンランク上の称号として「ブルータオラー」が存在し、特製の青いタオルが送られる。「ヒトコトリミックス」で何週も採用されたり、MVPを何回も獲得するともらえる様である。現在、ブルータオラーは4名のみである。
現在はタオルのプレゼント自体がないため、タオラーという表現は忘れられつつある。
封印ネタ
本番組では「酢豚のパイナップルについてとやかく言う」や「野球中継の延長で録画に失敗」など、あるあるネタとしてあまりにも有り触れたものになってしまったネタを封印ネタと称している。封印ネタに認定されたネタは以後、番組内では扱われなくなる。
リチャード・クレイダーマン
ロケットマンが鼻をかむときなどに駆けつけてピアノを弾いてくれるという設定。「しばらくお待ち下さい」という声と共に曲が流れる。曲は「渚のアデリーヌ」。
カウントダウン坊や
「ROCKETMAN 5 minutes」の最後や「かぶっちゃだめよゲーム」の投票終了時に登場し、ロケットマン曰く「世界一腹の立つカウントダウン」を行う。声はダミープロデューサーの米田によるもの。「ROCKETMAN 5 minutes」においては、ロケットマンによってカウントダウンを止められ、泣きながら帰っていくのがお約束になっていた時期があった。
カウントダウンを始める前の登場の足音だけで追い払われたり、足音もしないうちから追い払われることもあった。
最近では、泣きながら追い払われた後に坊やのお母さん風の女性、福山雅治風の男性、蛭子能収(本人)、ショーンK（本人）、津川雅彦風の男性、清春（本人）、甲斐名都（本人）、田中邦衛風の男性が順番に登場し坊やを心配して声をかけるようになっており、その人数は回を追う毎に増えている。なお、「○○風の男性」は米田によるモノマネである。
折り目
ロケットマンが気に入った投稿は「折りましょう」と言われ、折り目をつけて他の投稿と区別される。「折り目」を付けた投稿には番組特製ステッカーがプレゼントされる。特に気に入った投稿へはステッカーが2枚プレゼントされるが、その際はロケットマンが「二重折り」と宣言している。
「ちょい折り」と言われることもあるが、これは「惜しいけどもう少し頑張れ」というエールの意であり、ステッカーは贈られない。
まれに「折り戻し」が行われるが、これが宣言された投稿は「折り目」が取り消されるため、ステッカーはプレゼントされない。
ナイス!アッキーナ!
ロケットマンが投稿に感銘を受けた際にボタンを押すことによって発せられる、アッキーナこと南明奈のサンプリングボイス。「折り目」と違い、これを言われたからといって何かが貰える訳ではない。
阻止ーズ（そしーず）
「かぶっちゃダメよゲーム」で、投稿者が選択した数字を阻止するために、毎回スタッフや著名人が事前に数字を選んでおり、そのスタッフや著名人を総称して「阻止ーズ」と言う。EXILEのMAKIDAIや、aiko、ピストン西沢、秀島史香など、番組やJ-WAVEに縁のある人が多い一方で、MNRで街頭の一般人に数字を言ってもらい、それを阻止ーズとすることもある。
ソーソーボイス
ロケットマンが巧く表現できないことや、思い出せないことを平松がフォローした時に、ロケットマンが使う。「そ〜そうそうそうそう」と甲高い声で繰り返す。当初は肉声で、2009年2月22日放送の「間違い探し 感じ10」ではその声がサンプリングされボタン式になり、間違いの一つとされた。以降もこのサンプリングボイスが使われていたが、2009年4月19日放送の「間違い探し 感じ10」では、リアルプロデューサー・朝倉の声が使われた。現在はロケットマンの声と朝倉の声が併用されている。
クチスタシー
発音した際に口の動きが気持ちいい言葉。ロケットマンのお気に入りは「ウーピー・ゴールドバーグ」。2008年11月23日には「勝ち抜き クチスタシー グランプリ」というメールテーマでクチスタシーが募集された。
ぶぎょる
レギュラーコーナー「Midnight Report」で植松がネタを読み上げる際に、勘定奉行のCM風に読み上げること。「奉行る」と表記されることもある。
KAZUMI（かずみ）
植松の実母。度々名前が登場する。名前だけでなく、実際に本人が登場することもある。2008年7月19日放送の「ある意味ロックフェスティバル08」では録音で登場し、「高松のうどんがある意味ロック」だと紹介した。2009年4月19日放送の「間違い探し 感じ10」ではKAZUMIがカラスの鳴き真似をしたサンプリングボイスが使用され、MNRのコーナーで植松奉行の「ぶぎょり」にかぶせて使用された。微妙に音程の異なる2種類の鳴き声があるが、KAZUMIのアドリブによるものらしい。
縮図 of 人生
ある小さな事柄の中に、人生を垣間見る際に用いる。例えば「ファミレスのメニュー」や「ピノが6個だということ」など。
おやつ倶楽部
ゲストに来た清春の提案により結成された。ベビースターラーメンに書いてあるおやつカンパニーという企業名を、清春が「おやつ倶楽部」と間違えたことがきっかけ。何をするのか具体的には決まっていない。部員であることを自己申告すれば、誰でも部員になれるとのこと。

## エピソード
- デビュー前のジェロが演歌の修行に来た外国人として留学生さん、いらっしゃいに出演したことがあり、電話越しに演歌を披露した。そのため、後に番組内で「ジェロを発掘したのはロケショー」との発言がされた。
- 2009年3月17日に同じJ-WAVEの番組「GROOVE LINE」へ、秀島史香の「日替わり代打ナビゲーター」としてロケットマンが「フニオチ太郎」名義で出演した。「MIX MACHINE」ではピストン西沢に代わってDJとしてミックスを行い、「交通安全ネタ」のコーナーでは「交通安全ヒトコトリミックス」も披露した。後日、GROOVE LINEでも「フニオチ」というテーマで投稿が募集された（同年4月13日放送）。このテーマに関してピストン西沢は「パクられた」と主張し、「ふかわにくれてやる!」と発言したが、秀島史香は「こっちがパクリじゃないかな?」と語っていた。

## 備考
- 本番組のナビゲーターは「ふかわりょう」名義ではなく「ROCKETMAN」名義で出演しており、放送中は基本的に「ふかわりょう」を名乗らないが、本番組の一部ジングルは「ふかわりょうのROCKETMAN SHOW」とタイトルクレジットを行っている。これは、「ROCKETMANのROCKETMAN SHOW」バージョンのジングル音源の行方がわからなくなってしまった為と言われている。
- スペシャルウィークなどにはロケットマンがふかわりょう名義で上梓したエッセイ「カフェオレ・スマイル」やロケットマンの私物（主に着なくなった衣類）、旅行土産（ノートなど）をリスナーにプレゼントすることがある。
- 番組にはスポンサーがついておらず、提供読みの代わりにオープニングとエンディングには「この番組はMusic beats war! ROCKETMANがお送りします（しました）」とクレジットされる。番組ではスポンサー企業を募集しており、メールテーマとして取り上げた際にいくつかの有名企業が一方的に候補に挙がったが、無論、それらの企業が実際にスポンサーになったことはない。
- 2009年9月20日の放送では当日の縮小放送を考慮してメールテーマは募集されず、「SunsetCafeスペシャル」と題してSunsetCafeの拡大版を放送した。
- 2011年3月12日の放送は東日本大震災の関連情報、2013年9月7日の放送は2020年夏季オリンピックの開催都市発表速報のため30:00（すなわち翌朝6時）まで延長放送された。

## ロケショーplus
ロケショーplus（　- プラス）は、2022年10月21日から2023年4月28日までSpotifyで配信されていたポッドキャスト番組。
『ROCKETMAN SHOW』（以下『ロケショー』）の番組終了後、『ロケショー』を題するトークライブが年数回のペースでROCKETMANことふかわりょうと平松政俊が出演して開催され続けていたが、番組形態としては8年ぶりの復活となった。
毎週金曜日の18時に更新され、最新作がアップロードされていた。

### 出演
- ふかわりょう[注 1]
- 平松政俊

## キイテル ロケットマンショー
キイテル ロケットマンショーは、2024年4月2日からFMヨコハマで放送されているラジオ番組。

### 概要
2024年4月の番組改編時に新設されたポッドキャストと連動した同局の深夜放送枠「キイテル」の火曜日を担当する。横浜市出身のふかわは2023年10月2日から2024年3月24日まで、同局のポッドキャスト番組『ふかわりょうのローファイラジオ』を担当していたが、同局におけるラジオ番組でのレギュラーパーソナリティ担当はこれが初となる。
過去のロケショーと同様に、同番組の愛称も引き続き「ロケショー」を使用し、前述のポッドキャスト番組『ロケショーplus』の配信終了以来、番組形態として1年ぶりに復活し、ラジオ番組としてはJ-WAVEの『ROCKETMAN SHOW』以来9年半ぶりのレギュラー放送となる。
放送は毎週火曜日の26時半から30分間で、ポッドキャストは毎週水曜日の7時に更新される。
番組構成は『ロケショーplus』を引き継いでフリートークを中心とし、ふかわの喋りの合間に平松の反応が適宜挿入されている。

### 出演
- ふかわりょう[注 1]
- 平松政俊